# Stephen H. Burum
Stephen Henry Burum (Dinuba, 25 november 1939) is een Amerikaanse cameraman (director of photography). Hij is vooral bekend van zijn samenwerkingen met regisseurs Brian De Palma en Francis Ford Coppola.

## Carrière
Stephen H. Burum werd in 1939 geboren in Dinuba (Californië). In de jaren 1960 studeerde hij af aan de UCLA School of Theater, Film and Television. Nadien werd hij in de school lesgever.
Zijn filmcarrière begon bij Disney, waar hij meewerkte aan anthologieseries. In 1965 werd hij door het Amerikaans leger opgeroepen. Burum belandde bij de Army Pictorial Center in New York, waar hij opleidingsfilms mocht maken. Na zijn dienstjaren keerde hij terug naar Californië en werkte hij aan verschillende reclamespots, tv-shows en lowbudgetfilms. Voor de speciale effecten van de PBS-docuserie Cosmos (1980) won hij een Emmy Award.
Eind jaren 1970 werkte hij als cameraman voor de second unit van de Francis Ford Coppola-films Apocalypse Now (1979) en The Black Stallion (1979). In 1983 verfilmde Coppola met Burum als director of photography ook de S.E. Hinton-romans The Outsiders en Rumble Fish.
In de daaropvolgende jaren werkte Burum regelmatig samen met regisseur Brian De Palma. De twee filmden samen onder meer Body Double (1984), The Untouchables (1987), Carlito's Way (1993) en Snake Eyes (1998).
In 1989 filmde Burum de komedie The War of the Roses van regisseur Danny DeVito. Enkele jaren later mocht Burum van DeVito ook de Jimmy Hoffa-biopic Hoffa (1992) filmen. Zijn camerawerk voor die productie leverde hem een Oscarnominatie op.

## Prijzen en nominaties
| Prijs                                | Categorie                                                      | Film                        | Resultaat   |
| ------------------------------------ | -------------------------------------------------------------- | --------------------------- | ----------- |
| Academy Award                        | Beste camerawerk                                               | Hoffa (1993)                | Genomineerd |
| Emmy Award                           | Outstanding Individual Achievement - Creative Technical Crafts | Cosmos (1980)               | Gewonnen    |
| American Society of Cinematographers | Lifetime Achievement Award                                     | Lifetime Achievement Award  | Gewonnen    |
| American Society of Cinematographers | Beste camerawerk                                               | Hoffa (1993)                | Gewonnen    |
| American Society of Cinematographers | Beste camerawerk                                               | The War of the Roses (1989) | Genomineerd |
| American Society of Cinematographers | Beste camerawerk                                               | The Untouchables (1987)     | Genomineerd |

## Filmografie

### Films
- Wild Gypsies (1969)
- Scream Bloody Murder (1973)
- The House That Cried Murder (1973)
- The Entity (1982)
- Death Valley (1982)
- The Escape Artist (1982)
- The Outsiders (1983)
- Rumble Fish (1983)
- Something Wicked This Way Comes (1983)
- Uncommon Valor (1983)
- Body Double (1984)
- The Bride (1985)
- St. Elmo's Fire (1985)
- 8 Million Ways to Die (1986)
- Nutcracker: The Motion Picture (1986)
- The Untouchables (1987)
- Arthur 2: On the Rocks (1988)
- The War of the Roses (1989)
- Casualties of War (1989)
- He Said, She Said (1991)
- Man Trouble (1992)
- Hoffa (1992)
- Raising Cain (1992)
- Carlito's Way (1993)
- The Shadow (1994)
- Mission: Impossible (1996)
- Fathers' Day (1997)
- Snake Eyes (1998)
- Mystery Men (1999)
- Mission to Mars (2000)
- Life or Something Like It (2002)
- Confessions of a Teenage Drama Queen (2004)

### Televisie (selectie)
- Raquel! (1970)
- Mork & Mindy (1978)
- The Bee Gees Special (1979)
- The Golden Moment: An Olympic Love Story (1980)
- Cosmos (1980) (speciale effecten)